# Орландо Мальдонадо
Орландо Мальдонадо (англ. Orlando Maldonado; 21 травня 1959) — пуерториканський професійний боксер, призер Олімпійських ігор.

## Аматорська кар'єра
На Олімпійських іграх 1976 завоював бронзову медаль.
- В 1/16 фіналу пройшов Лакі Мутале (Замбія)
- В 1/8 фіналу переміг Брендана Данна (Ірландія) — KO 1
- У чвертьфіналі переміг Ектора Патрі (Аргентина) — 5-0
- У півфіналі програв Хорхе Ернандесу (Куба) — 0-5

Мальдонадо став другим після Хуана Євангеліста Венегаса пуерториканським боксером, який завоював олімпійську медаль.

## Професіональна кар'єра
Мальдонадо став професіоналом у 1977 році і виступав до 1984 року. 29 жовтня 1983 року виходив на бій проти чемпіона світу за версією WBC у другій найлегшій вазі Рафаеля Ороно (Венесуела) і програв технічним нокаутом в п'ятому раунді.